# پیر بهار
پیر بهار (نام علمی: Erigeron) نام یک سرده از تیره کاسنیان است.